# Dominik Maltritz
Dominik Maltritz (* 13. Juli 1971 in Sangerhausen) ist ein deutscher Ökonom und Hochschullehrer.

## Leben
Nach dem Abitur an der Erweiterten Oberschule in Roßleben 1990, studierte Maltritz bis zu seinem Vordiplom 1994 Physik an der Universität Göttingen, anschließend folgte in Göttingen ein Studium der Betriebswirtschaftslehre, das er 1999 mit dem Diplom abschloss. Von 1999 bis 2009 war er Wissenschaftlicher Mitarbeiter bei Alexander Karmann am Lehrstuhl für Geld, Kredit und Währung an der Technischen Universität Dresden. Dort wurde er 2006 mit der Arbeit Quantifizierung von Souveränitätsrisiken mit der Note summa cum laude zum Dr. rer. pol. promoviert. Für seine Dissertation erhielt er den Dr.-Feldbausch-Preis für die beste Promotion der Fakultät. Die Habilitation erfolgte 2010 ebenfalls in Dresden mit der Arbeit Studies on International Financial Crises and Dependencies between Different Types of Crises Using Option Pricing Theory.
Von 2010 bis 2015 war Maltritz Inhaber der Professur für Internationale Ökonomie an der Staatswissenschaftlichen Fakultät der Universität Erfurt, die er bereits 2009 vertrat. Seit 2015 hat er den Lehrstuhl für Internationale Ökonomie mit dem nun ergänzten Schwerpunkt Ökonometrie inne. Außerdem lehrt er an der angegliederten Willy Brandt School of Public Policy. Seit 2012 ist er zudem Forschungsprofessor am Institut für Wirtschaftsforschung Halle.
Im Mai 2018 unterzeichnete er den Aufruf Der Euro darf nicht in die Haftungsunion führen!, der von den Ökonomen Dirk Meyer, Thomas Mayer, Gunther Schnabl und Roland Vaubel initiiert wurde.

## Forschungsschwerpunkte
Die Schwerpunkte von Maltritz liegen in den Bereichen Internationale Ökonomie und monetäre Makroökonomie, dabei insbesondere auf Finanzkrisen, Determinanten von internationalen Kapitalströmen und Direktinvestitionen sowie Zins- und Kapitalkosten und Ausfallrisiken. Außerdem beschäftigt er sich mit Indikatoren und Determinanten der wirtschaftlichen Entwicklung und des Konjunkturzyklus, der Unternehmensansiedlungen und Standortfaktoren. Des Weiteren untersucht er Unternehmensübernahmen, die Wertpapierbewertung sowie Kapitalflüsse in Entwicklungsländer und beschäftigt sich mit der Optionspreistheorie.

## Publikationen (Auswahl)
- Quantifizierung von Souveränrisiken, Marburg 2006: Metropolis-Verlag. ISBN 3-89518-558-2.
- Modeling the Dependency between Currency and Debt Crisis. An Option Based Approach. Economics Letters Vol. 100 (2008): S. 344 ff.
- mit Alexander Karmann und Stefan Eichler: Deriving the term structure of banking crisis risk with a compound option approach: the case of Kazakhstan. Frankfurt am Main 2010: Deutsche Bundesbank. ISBN 978-3-86558-606-3.
- An Options-Based Approach to Forecast Competing Bids: Evidence for Canadian Takeover Battles. Applied Economics 34, S. 4805–4819.